# Галилејско језеро
Галилејско језеро (хебр. ‏ים כנרת‎ – јам кинерет = „море Кинерет“ (прим. кинерет на хебр. значи „виолиница“), арап. بحيرة طبريا‎ – бухајрат табарија, или بحر الطبريين‎ – бахр ат-табаријајин = „језеро Тиберијадско“), назива се још Галилејско море, Кинеретско море, Тиберијадско језеро и Генезаретско језеро, највеће је слатководно језеро на територији Израела.
Назив Галилејско добило је по покрајини Галилеји у којој се налази. Генезарет је његово старије име према граду који је постојао уз његову обалу, а Тиберијадско се називало од 1. века по граду Тиберијади. Кинерет је његово данашње службено име.

## Географија
Галилејско језеро дуго је 21, а широко око 13 километара. Површина му је 166 km². Дубоко је 48 метара. Налази се 212 метара испод нивоа мора, што га чини другим најнижим на свету (на првом је месту Мртво море). У њега се на северу улива и на југу из њега истиче река Јордан која се касније улива у Мртво море.

## Историја

### Антика
На североистоку језера пронађени су остаци библијског града Кинерет, који научници датирају у средње и позно бронзано доба. Галилејско језеро лежи на древном римском путу via maris, који је повезивао Египат са севернијим римским провинцијама.

### Римско царство
Галилејско језеро спомиње се у делима историчара Јосифа Флавија, али и у Јеванђељима. По јеванђељима, Христос уз њега деловао: ту је ходао по води, позвао 5 апостола (Андрију, Петра, Јакова, Јована и Матеја), нахранио пет хиљада људи, а на брду изнад њега је одржао беседу на гори, помиње се и град Далманута на обали језера.

### Новије доба
Почетком 20. века Јевреји су почели досељавање на језеро, види ционизам, 1909. основан је први кибуц.
Године 1947. основана је држава Израел која је обухватала и Галилејско језеро.
Североисточну обалу заузела је Сирија 1948.
Израел га је целог заузео 1967, као и Голанску висораван уз источну обалу језера. Сирија и до данас захтева североисточну обалу језера. На обалама је смештено више кибуца који се баве туризмом и пољопривредом (нпр. узгој банана). По њему дневно плови око 230 бродова, а туризам је јако развијен.